# Atkarsk
Atkarsk (Russisch: Аткарск) is een stad in de Russische oblast Saratov. De stad telde 27907 inwoners bij de volkstelling van 2002 en 25481 in 2015. Atkarsk kreeg de stadsstatus in  1780.

## Geschiedenis
Atkarsk is ontstaan uit een oude Tataarse nederzetting uit de veertiende eeuw. Hierna werd de stad veroverd door de Russen die er in 1702 er een militaire nederzetting van maakten. De inwoners van de stad bestonden slechts uit de groep soldaten die daar gelegerd waren. In 1780 ontving de kleine stad stadsrechten. Atkarsk bleef in ontwikkeling achter en de bevolking leefde slechts op de landbouw. Toen er begin twintigste eeuw een spoorlijn door Atkarsk werd gelegd verdubbelde het inwoneraantal in amper tien jaar tijd.
Hedendaags is Atkarsk een industriestad die zich vooral met mijnbouw bezighoudt. Daarnaast is de stad het administratieve centrum van het gelijknamige district.

## Geboren
- Valeria (1968) - zangeres